# 哈牡客运专线
哈牡客运专线，又称哈牡高速铁路、哈牡高铁，是中华人民共和国黑龙江省一条连接哈尔滨市和牡丹江市的客运专线，线路全长300公里，设计时速250km/h，全线于2018年12月25日开通运营:22-24。

## 概述
哈牡客运专线起自哈尔滨市南岗区的哈尔滨站，出站后下钻霁虹桥，与哈佳铁路并行，依次经过滨江、太平桥两站后上跨阿什河及哈尔滨绕城高速，经赵安屯后，从天恒山北侧烟窝铺村折向南，上跨221国道、哈同高速后在哈尔滨新区华南城设新香坊北站，之后线路向南行进跨越宾西铁路和旅游路后设阿城北站，出站后折向东南从玉泉采石场北侧通过，沿绥满高速经帽儿山、乌吉密至尚志后折向东南，上跨滨绥铁路、蚂蚁河，沿绥满高速公路南侧经一面坡、苇河、亚布力、横道河子、海林，最终引入牡丹江站，沿线经过哈尔滨、尚志、海林、牡丹江四个县级以上行政区。线路在哈尔滨站与京哈高铁贯通，在牡丹江站与滨绥铁路牡绥段贯通。
本线是中华人民共和国成立以来黑龙江省单体投资最大的项目，也是中国首次在高寒地区采用自主设计的CRTSⅢ型板式无砟轨道，并进行CRTSⅢ型板式无砟轨道冬季施工。作为中国铁路总公司2014年规划新建的64个铁路项目之一，全线由中国铁路总公司和黑龙江省共同出资修建，总投资356.4亿元（工程投资336.4亿元，动车组列车购置费20亿元），总工期4.5年。
哈牡客专线与已建成的滨绥线牡绥段、哈齐客专线，以及规划中的齐海满高速铁路共同构成中华人民共和国“八纵八横”高速铁路网中纵贯黑龙江和蒙东地区的一大通道——绥满通道。

## 历史

### 规划、建设阶段
2008年，项目前期工作正式启动。
2009年9月，中华人民共和国铁道部和黑龙江省人民政府在北京共同签署《铁道部与黑龙江省人民政府关于加快黑龙江铁路建设有关问题的会议纪要》，其中包括哈牡客运专线、牡佳客运专线等38个重大铁路项目。次年3月11日，哈牡客专可行性研究报告评审会在牡丹江市成功召开。
2014年2月，国家发改委批复了新建哈牡客运专线项目建议书。5月21日，新建哈尔滨至牡丹江铁路客运专线环境影响评价第一次信息公示；7月15日，第二次环评信息公示。8月22日，黑龙江省生态环境厅批复了本项目的环境影响报告书。11月5日，哈牡客专项目可研报告获得国家发改委正式批复。12月15日，哈牡客运专线在海林市横道镇威虎山隧道出口施工现场正式开工。
2015年9月，哈牡客专全线首根桩基成功开钻。同月，全线控制性工程之一，位于哈尔滨市道外区民主乡的哈尔滨特大桥正式开工建设。
2016年3月29日，全线首孔箱梁浇筑完成。7月12日，哈牡客运专线箱梁首架仪式在尚志市石头河子镇成功举行。8月4日，全线首座转体桥连续梁成功上跨既有滨绥铁路。10月12日，哈牡客专全线最大转体连续梁，由中铁五局承建的蚂蚁河2号特大桥连续梁成功转体；一个月后的11月15日，中铁一局修建的蚂蚁河1号特大桥亦成功转体。
2017年6月28日，哈牡客专全线四电工程正式启动。8月20日，全线最长隧道暨重难点工程之一，全长8755米的虎峰岭隧道顺利贯通。9月9日，全线第二长隧，位于海林市境内长达7152米的威虎山隧道成功贯通。同月12日，哈牡高铁进入铺轨施工阶段。11月10日，哈牡客专全线架梁工程全部完成。
2018年1月16日，爱民隧道成功贯通，标志着全线39座隧道全部贯通。5月10日，哈牡客专全线铺轨完成。6月13日，全线开始进行静态验收工作。9月17日，进入联调联试阶段。11月18日，哈牡客专开始试运行。

### 运营阶段
2018年12月25日，哈牡客运专线开通运营，两地间最快运行时间为1小时28分钟，开通初期每日开行约20对列车。2019年初全国铁路列车运行图调整，本线新增至北京、大连、长春、吉林方向的列车，同年春运期间，全线开行的列车增加至29对。
2019年10月30日，沿线车站开始实行电子客票服务。同年12月25日，本线开通一周年，累计发送旅客770万人次。
2021年12月6日，牡佳客运专线投入营运，本线新增由哈尔滨、大连北等地始发经由牡丹江终到鸡西西站和七台河西站的高速动车组列车。
2022年11月1日，哈尔滨局集团在哈牡高铁开通定制票和计次票服务。
2023年12月25日，哈牡高铁开通五周年，累计发送旅客2500万人次，日均开行39对列车。
2025年初，为配合第九届亚洲冬季运动会，复兴号CR400BF型电力动车组首次在哈牡高铁上投入营运。同年7月1日，京哈高速线京沈段以350千米/时达速运行，本线新增两对由牡丹江始发，终至北京朝阳的高速动车组列车。

## 沿线車站
全线设哈尔滨、新香坊北、阿城北、帽儿山西、尚志南、一面坡北、苇河西、亚布力西、横道河子东、海林北、牡丹江11座车站，预留牡丹江西站，均位于黑龙江省内。